# Groenteabonnement
Een groenteabonnement is een abonnement op biologische groenten, die rechtstreeks van de boer komen. Abonnees ontvangen wekelijks een vers pakket biologische groenten voor een vaste prijs. Bij verschillende aanbieders kan er ook gekozen worden voor een fruit- en/of aardappelabonnement.
Vlaanderen telt ongeveer 15 verdelers van groenteabonnementen. Er worden wekelijks ruim 7000 pakketten verdeeld.

## Doel
Vermijden van teeltoverschotten: door vaste afnames kunnen de boeren hun teelt afstemmen op de reële vraag.
Duurzame mens- en milieuvriendelijke landbouw: door te kiezen voor seizoensgebonden groenten worden energievretende serreteelt en transport van groenten zoveel mogelijk beperkt.

## Biologische groenteteelt
In de biologische groenteteelt staan de bodemvruchtbaarheid en het respect voor het milieu centraal. Het is een duurzame methode waarbij chemische bestrijdingsmiddelen en synthetische meststoffen niet worden gebruikt.